# محمد هاشم مصطفى
محمد هاشم مصطفى (31 يناير 1966 في ماليزيا - 29 نوفمبر 2022) هو لاعب كرة قدم ماليزي في مركز الهجوم. شارك مع منتخب ماليزيا لكرة القدم. أما مع النوادي، فقد لعب مع نادي كلنتن ونادي جوهر درول تقسيم 2 ونادي كيدا دارول أمان.

## وصلات خارجية
- محمد هاشم مصطفى على موقع ناشيونال فوتبول تيمز (الإنجليزية)